# Michiaki Oka
Michiaki Oka (jap. 岡 道明, Oka Michiaki; * um 1925) ist ein japanischer Badmintonspieler.

## Karriere
Michiaki Oka wurde 1950 erstmals nationaler Meister in Japan, wobei er im Herrendoppel mit Jun’ichi Oka erfolgreich war. Ein weiterer Titelgewinn folgte in der gleichen Disziplin ein Jahr später gemeinsam mit Toshihide Hirota. 1952 und 1954 wurde er Studentenmeister im Doppel.

## Sportliche Erfolge
| Saison | Veranstaltung                | Disziplin    | Platz | Name                            |
| ------ | ---------------------------- | ------------ | ----- | ------------------------------- |
| 1950   | Japan: Einzelmeisterschaften | Herrendoppel | 1     | Junichi Oka / Michiaki Oka      |
| 1951   | Japan: Einzelmeisterschaften | Herrendoppel | 1     | Toshihide Hirota / Michiaki Oka |